# دیوید گوداستین
 دیوید گوداستین (انگلیسی: David Goodstein؛ زاده ۵ آوریل ۱۹۳۹) یک فیزیک‌دان اهل ایالات متحده آمریکا است.